# Margaritas Podridas
Margaritas Podridas es una banda mexicana formada en 2015 en Hermosillo por Carolina Enríquez. Su estilo musical va desde el rock, grunge, shoegaze y noise punk y con él ha conseguido participar en festivales nacionales e internacionales.
Además son la primer banda mexicana en firmar con el sello discográfico estadounidense Hopeless Records que tiene su sede en Los Ángeles.

## Historia
El proyecto de Margaritas Podridas, conocido antes como Rotten Daisies, fue iniciado por Carolina Enríquez en el 2018 y Sofía León, quienes se conocieron en el Centro de Educación Artística donde estudiaban juntas, coincidían en gustos y ambas tocaban instrumentos musicales. La banda estaba pensada inicialmente para ser solo de mujeres ya que parte de su inspiración eran las bandas de rock lideradas por mujeres que no estaban muy reflejadas en el rock en México. Sin embargo, posteriormente se unió Rafael Armenta como baterista, Sofía dejó el proyecto y se unieron Alfonso López y Esli Meuly, ambos como guitarristas.

## Integrantes

### Actuales
Los integrantes que conforman la banda hasta el 2025 son:
- Carolina Enríquez (bajo y voz)
- Rafael Armenta (guitarra)
- Erubiel (batería)

### Anteriores
- Esli Meuly (guitarra)
- Alfonso López (guitarra)
- Sofía León

## Arte
Para la banda, el nombre es la combinación de dos contradicciones: lo puro de una margarita contra algo podrido, como su estilo, que describen como agresivo y al mismo tiempo sensible.

### Influencias
En un inicio, sus principales influencias musicales eran bandas noventeras como Nirvana, Sonic Youth, Soundgarden, pero con el paso del tiempo han evolucionando su música, texturas, distorsiones, guitarras y voz a un sonido más propio y profundo que se refleja en sus presentaciones en vivo.

## Discografía
- Margaritas Podridas (2021)

- Porcelain Mannequin (2018)

### Sencillos
- Tornillo (2023)
- Filosa / Vómito (2023)